# Nerius lanei
Nerius lanei är en tvåvingeart som beskrevs av Aczel 1961. Nerius lanei ingår i släktet Nerius och familjen Neriidae. Inga underarter finns listade i Catalogue of Life.